# 櫟野川砂防ダム
櫟野川砂防ダム（いちのがわさぼうダム）は、滋賀県甲賀市甲賀町櫟野の淀川水系櫟野川に建設された砂防及び農業用水の貯水を目的とした砂防堰堤である。大原貯水池と同じく、大原村、油日村、佐山村と甲南町の一部を対象とした、県営甲南4ヵ町村農業水利改良事業（特殊重粘土地帯旱害恒久対策）の第1号ため池として計画された。なお、第2号ため池の大原貯水池が早く1958年（昭和33年）に完成した。本ダムは1978年（昭和53年）に着工し、1981年（昭和56年）に完成した。
鈴鹿山系の最上部を集水区域として、下流域水田農地 27.3 haに清水を安定的に供給している。